# 恵美友香織
恵美 友香織（えみ ゆかり、1986年〈昭和61年〉10月30日 - ）は、ラジオパーソナリティ、声優、高野山真言宗の僧侶。徳島県名西郡石井町出身。血液型O型。愛称「エミュー」・「エミザベス」。

## 人物
- 徳島大学卒業。（教員免許を所持）
- 俳協ボイスアクターズスタジオ大阪校に通っていた。
- 実家は真言宗の寺院。
- 名前の様な名字である事をネタにしている。
- 妹がいる。
- 猫好き。
- 吟詠剣詩舞を学んでいた関係で歴女になった。
- 初出演の際「冷え性新人」と名乗った。[1]
- パーソナリティデビューした二ヶ月間は裸眼で活動していたが現在は常時眼鏡を着用している。（本人曰く小学生の時に目を悪くしたの事）。[2]。。
- FM香川のプロフィールでは裸眼写真から眼鏡着用写真に変更されていた。
- コスプレイベントで真希波・マリ・イラストリアスのコスプレをするまでコンタクトレンズを入れた事がなかった。（正確にはカラーコンタクトレンズで眼鏡を着用）[3]
- 一方、彼女が眼鏡を着用しないで素顔で活動する事を望むファンも存在する。（リスナーから素顔の方がかわいいと番組にメールがくる事があった）
- 東京に活動の拠点を移す事に伴い2013年4月26日にFM香川でのパーソナリティ活動を卒業した[4][5][6]。
- 2014年5月から三木プロダクションに預かり所属している[7]。主に舞台へ出演していた。
- 2016年に徳島に帰郷、出家して高野山での修行を得て[8]、僧侶になる。僧侶としての名前は「恵美香優」。

## 出演番組
エフエム香川
- JOY-U・CLUB（2009年8月6日 - 2013年4月26日）
- WEEKEND EVENT INDEX
- 同志社女子大学 presents VIVIっとキャンパス

エフエムびざん
- B-HOP Morning（2017年4月6日[9][10] - 2019年3月29日[11]）